# Pentactinia
Pentactinia is een geslacht van zeeanemonen uit de klasse van de Anthozoa (bloemdieren).

## Soort
- Pentactinia californica Carlgren, 1900
- Pentactinia rickettsi De Laubenfels, 1930